# Greverud Trinbræt
Greverud Trinbræt (Greverud holdeplass eller Greverud stasjon) er et norsk trinbræt på Østfoldbanen i Oppegård. Trinbrættet åbnede i 1939 og blev moderniseret i 2014, så det nu har universel udformning. Det ligger 17,36 km fra Oslo S og betjenes af lokaltog mellem Stabekk og Ski.